# Groupe CSA
 (janvier 2021).
Si vous disposez d'ouvrages ou d'articles de référence ou si vous connaissez des sites web de qualité traitant du thème abordé ici, merci de compléter l'article en donnant les références utiles à sa vérifiabilité et en les liant à la section « Notes et références ».
Pour les articles homonymes, voir CSA.
Le Groupe CSA (anglais : Canadian Standards Association)  (ou Association canadienne de normalisation) est un organisme à but non lucratif qui a pour mission d'agréer et de diffuser des normes au Canada. C'est une marque déposée. L'abréviation CSA est appliquée tant en français qu'en anglais. L'ancien acronyme français ACNOR n'est plus utilisé.

## Domaines
Les normes concernent tous les domaines :
- Assurance qualité
- Clavier : Clavier CSA
- Certification du mobilier urbain
- Grues
  - Acnor z150-1774 : La norme Acnor z150 réglemente au Québec l'utilisation et l'entretien de tout type de grues.
- Domaine médical
  - Certification des casques, chaussures de sécurité etc.